# فرمول والیس
فرمول والیس نام یک رابطه ریاضی است.

## پیشینه
فرمول والیس یکی از مهم‌ترین آثار جان والیس در ریاضیات است. او با ابداع این فرمول ریاضی کار لئونارد اویلر را پیش انداخت.

## بیان ریاضی
والیس از کارهای فرما و دیگران برای محاسبه 
{\displaystyle y={\sqrt {x-x^{2}}}}
سطح زیر نیم‌دایره را برابر {\displaystyle {\frac {\Pi }{8}}} در نظر گرفت.
سپس رابطه زیر را نتیجه گرفت:
{\displaystyle \int _{0}^{1}{\sqrt {x-x^{2}}}{dx}={\frac {({\frac {1}{2}}!)^{2}}{2!}}}
با در نظر گرفتن حاصل ضرب نامحدود زیر:
{\displaystyle {\frac {2}{\Pi }}={\frac {1.3.3.5.5.7...}{2.2.4.4.6.6...}}}
می‌توان فرمول والیس را به صورت زیر نوشت:
{\displaystyle \lim _{n\to \infty }{\frac {\int _{0}^{\frac {\Pi }{2}}\,\sin ^{n}x{dx}}{\int _{0}^{\frac {\Pi }{2}}\,\sin ^{n+1}x{dx}}}=1}
فرمول والیس برای اعداد صحیح فرد عبارت است از:
{\displaystyle \int _{0}^{\frac {\Pi }{2}}\,\sin ^{m}x{dx}={\frac {(m-1)!}{m!!}}}
و برای اعداد صحیح زوج:
{\displaystyle \int _{0}^{\frac {\Pi }{2}}\,\sin ^{m}x{dx}={\frac {(m-1)!}{m!!}}{\frac {\Pi }{2}}}
در فرمول ریاضی بالا !!m حاصل ضرب (m(m - 2)(m - 4 است.